# وورهامير 40000 : داركتايد
وورهامير 40000: داركتايد (بالإنجليزية: Warhammer 40,000: Darktide)‏، هي لعبة فيديو سويدية، من تطوير ونشر شركة فاتشارك، سيتم إصدارها بتاريخ 30 نوفمبر 2022، والتي ستعمل على منصة مايكروسوفت ويندوز، وسيتم إصدار منصة إكس بوكس سيرياس إكس وإس في وقت لاحق.